# Janez Batis
Janez Batis, slovenski veterinar, mikrobiolog, * 15. marec 1919, Konj pri Litiji, Slovenija, † 1. oktober 2002, Ljubljana. 
Je ustanovitelj Inštituta za mikrobiologijo in parazitologijo na Veterinarskem oddelku biotehniške fakultete v Ljubljani, eden od ustanoviteljev Slovenskega mikrobiološkega društva leta 1959 in priznan strokovnjak na področju kužne presušitve vimena pri kravah.  Leta 1977 je postal dopisni in leta 1983 redni član Slovenske akademije znanosti in umetnosti, pri kateri je bil v obdobju 1985–1992 glavni tajnik. Pomembno je sodeloval pri Slovenski matici (zadnjih 8 let kot njen podpredsednik), terminološki komisiji SAZU (kot predsednik) in pri Enciklopediji Slovenije, kjer je bil od prvega zvezka naprej urednik za področje veterinarstva.

## Življenje in delo
Rodil se je v vasi Konj pri Litiji. Leta 1938 se je vpisal na veterinarsko fakulteto v Zagrebu. Zaradi druge svetovne vojne je moral prekiniti študij, ki ga je nato dokončal leta 1948. Po diplomi se je zaposlil na Veterinarskem znanstvenem zavodu v Ljubljani, kjer je v letih 1952–58 vodil Oddelek za epizootiologijo. Leto dni po opravljenem doktoratu na zagrebški veterinarski fakulteti leta 1957 je bil izvoljen za docenta na Veterinarskem oddelku Fakultete za agronomijo, gozdarstvo in veterinarstvo v Ljubljani, kjer je postal 1971 redni profesor. 1973–77 je bil tudi prorektor Univerze v Ljubljani. Leta 1960 je ustanovil Inštitut za mikrobiologijo in parazitologijo na Veterinarskem oddelku Biotehniške fakultete in ga vodil do upokojitve leta 1989.
Njegovo znanstveno delo obsega raziskovanje mikrobiologije in živalske kužne bolezni, predvsem mastitisa pri kravah in zoonoze, izjemno pomembna pa je tudi njegova dejavnost na področju zgodovine veterinarstva in veterinarske terminologije. V domačih in tujih strokovnih časopisih je objavil več kot 200 znanstvenih in strokovnih del. 
Od leta 1981 je bil član newyorške akademije znanosti, od 1977 izredni (dopisni) in 1983 redni član SAZU. 
Med številnimi nagradami in priznanji, ki jih je prejel za svoje delo izstopajo Zlata plaketa Univerze v Ljubljani (1978), državno odlikovanje red dela z rdečo zastavo ob 40. obletnici Biotehniške fakultete v Ljubljani (1987), naziva zaslužni profesor ljubljanske univerze (1990) in zaslužni član Slovenske matice ter Kidričeva nagrada (1990), najvišje priznanje Republike Slovenije na področju znanosti.